# Кавекија Боски (Мантова)
Кавекија Боски је насеље у Италији у округу Мантова, региону Ломбардија.
Према процени из 2011. у насељу је живело 29 становника. Насеље се налази на надморској висини од 15 м.